# Atentado de Bagdad de 2021
Los atentados con bombas en Bagdad de 2021 fueron ataques terroristas que ocurrieron el 21 de enero de 2021, llevados a cabo por dos terroristas suicidas en un mercado al aire libre en el centro de Bagdad, Irak.  Al menos 32 personas fueron masacradas y 110 terminaron heridas. La ciudad capital no había visto atentados suicidas con bombas desde un ataque de 2019.

## Antecedentes
Desde finales de 2017, el período en el que el Estado Islámico fue derrotado, los ataques terroristas en Irak se volvieron raros. De 2003 a 2017, los ataques fueron comunes en todo el país, siendo Bagdad y las ciudades cercanas los principales objetivos. El último gran ataque mortal contra civiles, durante el período de posguerra, se produjo en enero de 2018 en el mismo lugar, dejando 35 muertos.

## Atentado
En las primeras horas de la mañana, un mercado de ropa en la plaza Tayaran, en el centro de Bagdad, estaba abarrotado mientras la gente compraba después de que el mercado reabrió recientemente, después de estar cerrado durante aproximadamente un año debido a la pandemia de COVID-19 en Irak. Un atacante entró y gritó "¡Me duele el estómago!" En árabe. Cuando las personas cercanas se acercaron a él, presionó un detonador en su mano y se hizo estallar, matando a varias personas. Un segundo atacante suicida luego golpeó y mató personas que estaban ayudando a las víctimas del primer atentado. 32 civiles murieron y más de 110 resultaron heridos en los atentados, varios de los cuales se encuentran en condiciones críticas.

## Responsabilidades

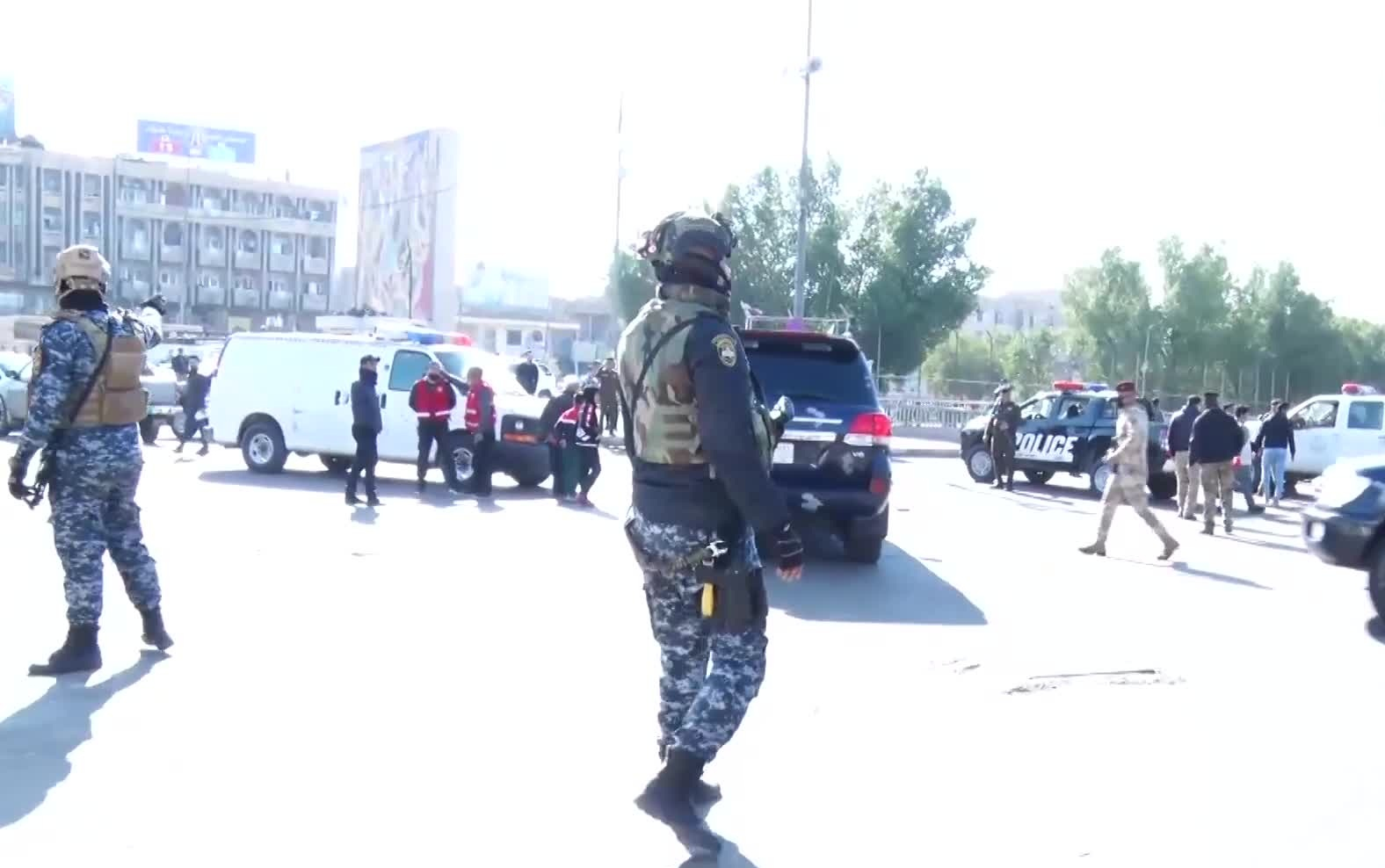
Las consecuencias de los atentados de Bagdad - 21 de enero de 2021.

La agencia de noticias Amaq dio crédito al Estado Islámico de Irak y a los bombarderos de Levante. La denuncia, que se publicó horas después del ataque, afirmaba que la organización tenía como objetivo a musulmanes chiitas. Más tarde, esto fue respaldado por una declaración oficial de ISIL que afirmaba ser responsable de ambos ataques.